# 산지고기잡이쥐
산지고기잡이쥐(Neusticomys monticolus)는 비단털쥐과에 속하는 반수생 설치류의 일종이다. 콜롬비아와 에콰도르의 안데스산맥에서 서식한다.